# 세도막 형식
세도막 형식 또는 삼부 형식(三部形式)은 3개(A－B－A) 주요부분으로 된 형식으로서, 음악의 가장 단순하고 기본적인 형식이다.
세도막형식의 본질은 대조에 있다. 세도막형식의 3개의 부분은 각각 완결된 내용을 갖추고 있다. 이리하여 중간부 B는 대부분의 경우 제1부와 소재, 조성, 텍스처 등의 여러 가지 점에서 예리한 대조를 이룬다. 제3부는 제1부의 재현이며, 중간부에서 제1부에 대한 대조감은 이 재현으로 해결된다. 두도막형식을 비롯하여 세도막형식은 모두 그 규모는 불과 수마디 내지 십수마디의 악곡에서 교향곡의 한 악장에까지 이를 만큼 다양하다. 로베르트 슈만의 《어린이 정경》(Op.68)이 전형적인 세도막형식의 예이다.
대규모인 세도막형식은, 고전파 교향곡의 미뉴에트나 스케르초에 채택되고, 미뉴에트(스케르초)－트리오－미뉴에트(스케르초)－다 카포라는 전형적인 형을 취하게 되었다. 이는 대조적인 세도막형식이 처음으로 확립된 나폴리파의 오페라에서 다 카포 아리아(da capo aria)의 형식을 답습한 것이다. 또한 미뉴에트나 스케르초는, 곡 전체로서는 세도막형식이며 그 각 부분은 두도막 형식으로 되는 경우가 많다. 이와 같은 세도막형식을 ‘복합 세도막형식’이라고도 한다. 세도막 형식은 뒤에 두도막 형식도 포함하여서 ‘리트 형식’이라고 불리기도 한다. 그러나 실제로 이러한 형식은 가곡보다도 기악에 쓰이는 편이 많고, 또한 늘 노래하는 멜로디를 갖는다고는 할 수 없으므로, 이 명칭은 반드시 적절하다고 할 수 없다. 또 형식의 최소단위로서 대부분은 8마디로 된 한도막형식을 제창하는 이론가도 있다.

## 참고 문헌
- 이 문서에는 다음커뮤니케이션(현 카카오)에서 GFDL 또는 CC-SA 라이선스로 배포한 글로벌 세계대백과사전의 내용을 기초로 작성된 글이 포함되어 있습니다.

## 같이 보기
- 두도막 형식
- 악곡의 형식